# Mezno
Mezno är en ort i Tjeckien.   Den ligger i regionen Mellersta Böhmen, i den centrala delen av landet, 60 km söder om huvudstaden Prag. Mezno ligger 553 meter över havet och antalet invånare är 351.
Terrängen runt Mezno är platt åt sydost, men åt nordväst är den kuperad. Runt Mezno är det tätbefolkat, med 383 invånare per kvadratkilometer. Närmaste större samhälle är Tábor, 13,4 km söder om Mezno. Trakten runt Mezno består till största delen av jordbruksmark.